# دولت سوم اسدالله علم
دولت سوم اسدالله علم یکی از دولت‌های دوران پادشاهی مشروطه در دورهٔ پهلوی است که از مهر تا اسفند ۱۳۴۲ فعالیت کرد. رئیس این دولت، اسدالله علم بود.
با آغاز دوره بیست و یکم مجلس شورای ملی، اسدالله علم مطابق سنت پارلمانی استعفای هیئت دولت را روز ۲۹ مهر ۱۳۴۲ به حضور شاه تقدیم و پس از انتصاب مجدد به نخست‌وزیری در همین تاریخ، هیئت وزیران خود را ۳۰ مهر به حضور شاه و سپس به مجلس شورای ملی و روز ۱ آبان به مجلس سنا معرفی کرد. مجلس شورای ملی در تاریخ ۵ آبان ۱۳۴۲ با ۱۸۱ رأی از ۱۸۳ نفر به دولت وی رأی اعتماد داد. بعد از رسمیت یافتن و آمادگی دو مجلس شورای ملی و سنا و تشکیل دولت جدید، حکومت نظامی تهران پس از چهار ماه و نیم لغو شد.
هنگامی که اسدالله علم در تیر ۱۳۴۱ به مقام نخست‌وزیری رسید، اعضای رهبری حزب مردم تصور کردند که علم دبیرکل پیشین حزب، ارزشی برای آنان قائل خواهد شد و احتمالاً مناصب بالای حکومتی را میان آنان تقسیم خواهد کرد. اما علم به زودی نشان داد که قصد ندارد در دوران نخست‌وزیری خود برای حزب مردم امتیاز و یا جایگاه خاصی قائل شود و دولت خود را «مطیع اوامر اعلیحضرت» و «غیرحزبی» خواند.
دولت علم در تاریخ ۱۷ اسفند ۱۳۴۲ مستعفی گردید و سقوط کرد.

## هیئت دولت
| نخست‌وزیر                         |  | اسدالله علم       | ۲۹ مهر ۱۳۴۲ | ۱۷ اسفند ۱۳۴۲ | مردم       | [ ۳ ] |
| وزیران                           |  |                   |             |               |            |       |
| وزیر اقتصاد                      |  | علینقی عالیخانی   | ۳۰ مهر ۱۳۴۲ | ۱۷ اسفند ۱۳۴۲ | ایران نوین | [ ۵ ] |
| وزیر امور خارجه                  |  | غلام‌عباس آرام     | ۳۰ مهر ۱۳۴۲ | ۱۷ اسفند ۱۳۴۲ | مستقل      | [ ۵ ] |
| وزیر بهداری                      |  | ابراهیم ریاحی     | ۳۰ مهر ۱۳۴۲ | ۱۷ اسفند ۱۳۴۲ | مستقل      | [ ۵ ] |
| وزیر پست و تلگراف و تلفن         |  | هوشنگ سمیعی       | ۳۰ مهر ۱۳۴۲ | ۱۷ اسفند ۱۳۴۲ | ایران نوین | [ ۵ ] |
| وزیر جنگ                         |  | اسدالله صنیعی*    | ۳۰ مهر ۱۳۴۲ | ۱۷ اسفند ۱۳۴۲ | نظامی      | [ ۵ ] |
| وزیر دادگستری                    |  | محمد باهری        | ۳۰ مهر ۱۳۴۲ | ۱۷ اسفند ۱۳۴۲ | مردم       | [ ۵ ] |
| وزیر دارایی                      |  | غلامرضا برزگر*    | ۳۰ مهر ۱۳۴۲ | ۱۷ اسفند ۱۳۴۲ | مستقل      | [ ۶ ] |
| وزیر راه                         |  | حسن شالچیان       | ۳۰ مهر ۱۳۴۲ | ۱۷ اسفند ۱۳۴۲ | مستقل      | [ ۵ ] |
| وزیر فرهنگ                       |  | پرویز ناتل خانلری | ۳۰ مهر ۱۳۴۲ | ۱۷ اسفند ۱۳۴۲ | مردم       | [ ۵ ] |
| وزیر کار و خدمات اجتماعی         |  | عطاءالله خسروانی  | ۳۰ مهر ۱۳۴۲ | ۱۷ اسفند ۱۳۴۲ | ایران نوین | [ ۵ ] |
| وزیر کشاورزی                     |  | اسماعیل ریاحی     | ۳۰ مهر ۱۳۴۲ | ۱۷ اسفند ۱۳۴۲ | نظامی      | [ ۵ ] |
| وزیر کشور                        |  | سید مهدی پیراسته  | ۳۰ مهر ۱۳۴۲ | ۱۷ اسفند ۱۳۴۲ | مستقل      | [ ۵ ] |
| وزیران مشاور                     |  |                   |             |               |            |       |
| وزیر مشاور                       |  | غلامحسین خوشبین   | ۳۰ مهر ۱۳۴۲ | ۱۷ اسفند ۱۳۴۲ | مردم       | [ ۵ ] |
| رئیس اداره‌کل انتشارات و رادیو    |  | نصرت‌الله معینیان  | ۳۰ مهر ۱۳۴۲ | ۱۷ اسفند ۱۳۴۲ | ایران نوین | [ ۵ ] |
| معاونان نخست‌وزیر                 |  |                   |             |               |            |       |
| معاون اداری                      |  | علینقی کنی        | ۳۰ مهر ۱۳۴۲ | ۱۷ اسفند ۱۳۴۲ | مردم       | [ ۷ ] |
| دبیرکل شورای‌عالی اداری کشور      |  | منوچهر گودرزی     | ۳۰ مهر ۱۳۴۲ | ۱۷ اسفند ۱۳۴۲ | ایران نوین | [ ۷ ] |
| رئیس اداره‌کل هنرهای زیبای کشور   |  | مهرداد پهلبد      | ۳۰ مهر ۱۳۴۲ | ۱۷ اسفند ۱۳۴۲ | مستقل      | [ ۷ ] |
| رئیس سازمان اطلاعات و امنیت کشور |  | حسن پاکروان       | ۳۰ مهر ۱۳۴۲ | ۱۷ اسفند ۱۳۴۲ | نظامی      | [ ۷ ] |
| رئیس سازمان جلب سیاحان           |  | مهدی شیبانی       | ۳۰ مهر ۱۳۴۲ | ۱۷ اسفند ۱۳۴۲ | مردم       | [ ۷ ] |